# Grand-Salle du Palais de la Cité
La Grand-Salle fut un des lieux les plus importants du palais de la Cité quand celui-ci était le siège de la royauté française sous les Capétiens directs et les premiers Valois. Elle fut bâtie sous Philippe IV le Bel lorsque celui-ci reconstruisit le palais à la fin de son règne. Son édification constituait un des axes majeurs de la reconstruction du palais.
Dotée d’une forte dimension symbolique par la présence des statues des rois et impressionnante par ses dimensions hors normes pour l’époque, elle était le lieu des manifestations solennelles de la monarchie et resta un lieu emblématique du pouvoir bien après que les rois eurent quitté l’Île de la Cité.
À la suite de l’incendie de 1618 qui la détruisit, elle laissa la place à une nouvelle construction, qui devint la salle des Pas Perdus du palais de justice de Paris.

## La construction de la Grand-Salle
La construction de la Grand-Salle (vers 1300) date de la fin du règne de Philippe IV le Bel et de ceux de ses fils. On en connaît certaines étapes :
- en 1299, dans un souci de disposer d'une résidence homogène, moderne et confortable et d'accueil des services issus du développement et de la centralisation de l'administration, le palais de la cité est pratiquement totalement reconstruit sous le règne de Philippe IV le Bel (1285-1314). C’est en cette année qu’apparaissent pour la première fois les mentions de grosses sommes pour les œuvres du palais ;
- en 1301, on travaillait pro operibus aule Parisiensis, « à la salle de Paris », c’est-à-dire à la Grand-Salle ;
- l’ancienne Salle du roi ou Aula Regis de Robert II le Pieux qui avait vraisemblablement été bâtie sur le prætorium romain fut alors démolie. On dut commencer par l’ouest la nouvelle construction, beaucoup plus vaste : la surface de l’ancienne Salle du Roi fut plus que doublée puisque sa limite nord fut établie sur la muraille de Philippe Auguste. Elle englobait ainsi à la fois la Salle du Roi et la Chambre du Roi ;
- en 1311 et 1312, sont rédigées des chartes d’expropriation des maisons voisines indiquant qu’à la fin du règne de Philippe IV le Bel, la Grand-Salle était inachevée à sa mort.

## Extérieur de la Grand-Salle
Le bâtiment de la Grand-Salle possédait certaines caractéristiques architecturales.
- La Grand-Salle était une halle de 63 mètres de long sur 27 mètres de large qui bordait le côté nord de la Grande cour du Palais de la Cité. Avec plus de 1 730 m2, elle figurait parmi les plus vastes salles d’Europe.
- Son organisation en deux vaisseaux parallèles sur deux niveaux dont seul subsiste le niveau inférieur, dénommé salle des Gens d’Armes ou salle Basse.
- Depuis la Cour, on entrait latéralement dans la Grand-Salle haute (salle Haute) par un escalier situé au droit de sa première travée orientale.
- Au sommet du perron, un portail à tympan trilobé sous arc brisé muni de crochets dont subsistent quelques vestiges était encadré de statues sous dais. Celle de droite n’est pas connue, celle de gauche était une Vierge à l’enfant.
- En haut des marches, jouxtant le portail sur sa droite, figurait aussi sur la base d’une tourelle polygonale, la statue d’Enguerrand de Marigny. Avec une autre tour ronde, elle permettait de relier les deux niveaux.
- La miniature de Paul de Limbourg des Très Riches heures du duc de Berry montre que les pignons des deux nefs étaient renforcés par un haut contrefort médian, avec, de part et d’autre, des baies à réseau largement ajouré dominées par un oculus.

## Intérieur de la Grand-Salle

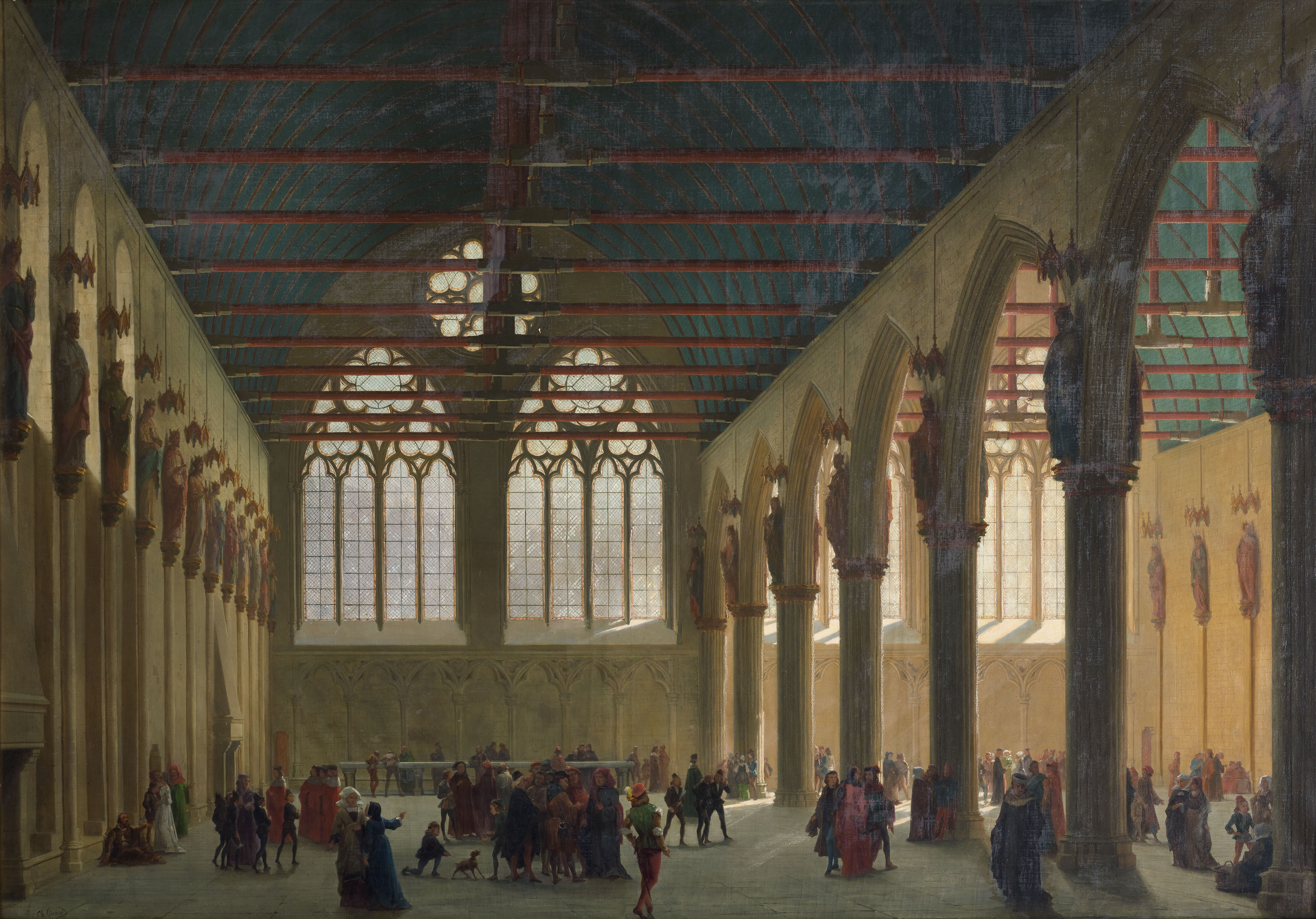
Vue d'artiste du XIXe siècle.

Les éléments constitutifs de l'intérieur de la Grand-Salle ont pu être reconstitués.
- D’après le dessin de Jacques Ier Androuet du Cerceau en 1576, la Grand-Salle haute, couverte de deux voûtes en bois carénées, était éclairée par des lancettes géminées trilobées surmontées d’un oculus quadrilobé, regroupées deux par deux dans chaque travée.
- Les baies figurées, haut placées et relativement réduites, sont celles du nord, ouvertes au-dessus des cuisines et on peut supposer qu’au sud elles étaient plus grandes.
- Séparant les deux vaisseaux couverts d’une charpente lambrissée, chacun des huit piliers était orné, à cinq mètres de hauteur d’une statue polychrome de l’un des rois de France, sculptures réalisées sous la direction d’Évrard d’Orléans. Ces statues dont le réalisme a frappé les visiteurs qui en ont laissé des descriptions, ont été détruites lors de l’incendie de 1618.
- Sur le côté ouest de la Grand-Salle, sous des fenêtres, surélevée de quelques marches, une longue table en marbre noir, constituée de neuf plaques juxtaposées dont les dalles polies venaient de Rhénanie, était à demeure pour les festins ou pour servir d’estrade lors de réceptions solennelles, de proclamations, de farces[4] et de mystères. Le roi était assis face à l’Est.
- La Grand-Salle était chauffée par trois grandes cheminées.
- Le public aimait se promener pour admirer le décor, voir ses rois, le grand cerf de bronze et une peau de serpent, peut-être de crocodile, réputée avoir été apportée de la première croisade par Godefroy de Bouillon.

## La Salle des Gens d’Armes

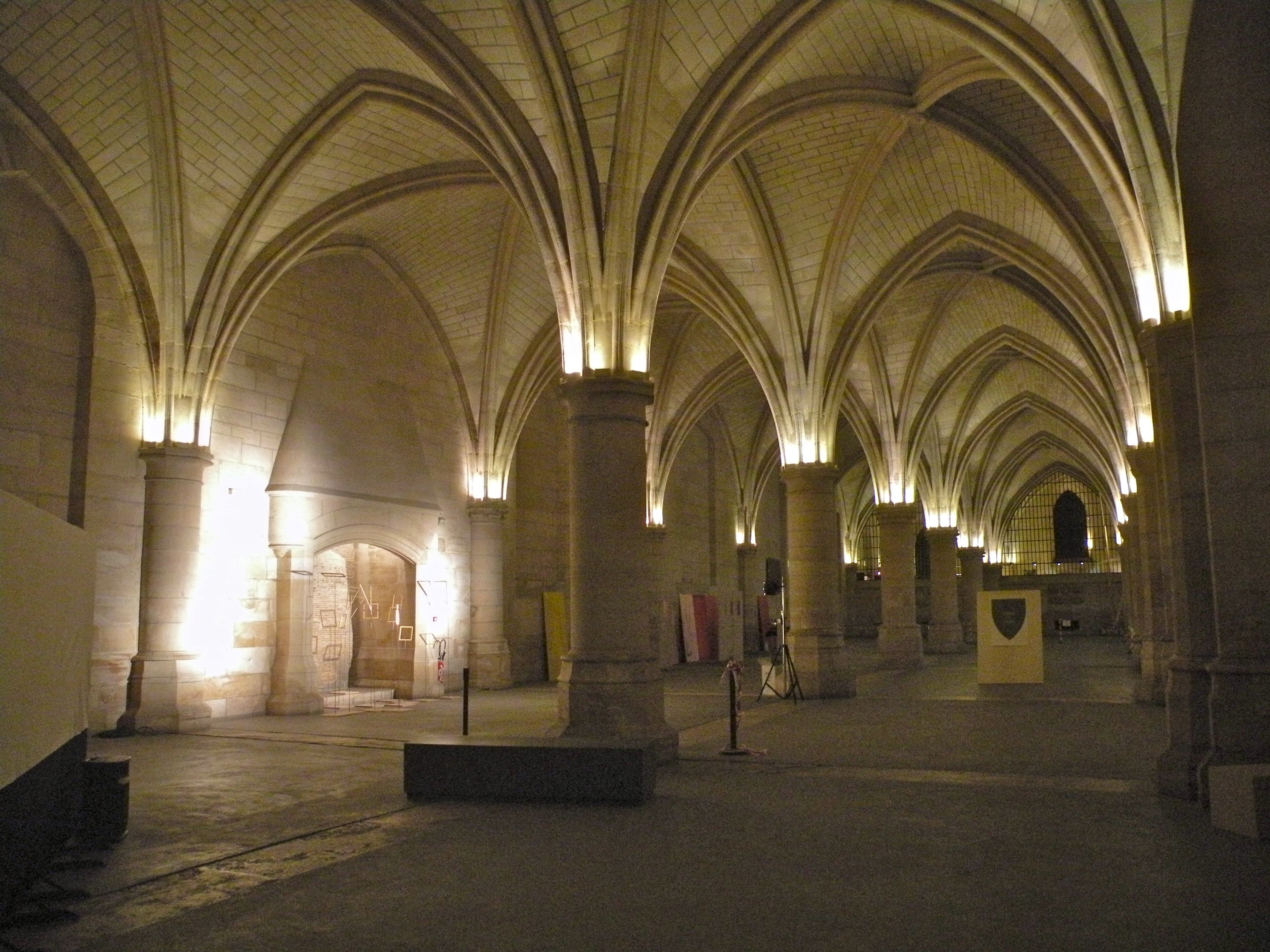
La Salle des Gens d’Armes en 2013.

La Salle des Gens d’Armes est la seule partie du bâtiment de la Grand-Salle qui subsiste. Ses caractéristiques sont connues : 
- elle servait de réfectoire au personnel du palais, qui comptait près de deux mille personnes ;
- elle a été bâtie en deux campagnes de construction ;
- à moitié enterrées, les neuf travées voûtés d'ogives des quatre vaisseaux de la Salle des Gens d’Armes n’atteignent que 8,55 mètres sous voûte ;
- son axe médian est marqué de puissants piliers composés, tandis que de part et d’autre, les vaisseaux sont séparés par des colonnes ;
- la salle était éclairée depuis la Grande cour par des lancettes brisées géminées dépourvues de réseau ;
- la communication de la Grand-Salle basse où mangeait le « commun » avec la cuisine se faisait par un escalier à vis qui fut construit en même temps (vers 1353) et dans l’axe de celle-ci ;
- en dehors des heures de repas, la Grand-Salle basse servait durant la première moitié du XIVe siècle aux séances de juridiction des enquêteurs réformateurs généraux du royaume.

## Utilisation de la Grand-Salle
- Jusqu’en 1360, la grand-salle servit de lieu de réunion pour la chambre des requêtes[5].
- Louis XI fait élever dans la Grand'Salle du Palais de la Cité la chapelle de Saint-Nicolas, où chaque matin l'on célébrait la messe avant l'ouverture des audiences et où se chantait aussi la messe solennelle de rentrée, la messe rouge[6].
- Le 10 septembre 1528, selon Martin du Bellay, c’est dans la Grand-Salle que François Ier, entouré du roi de Navarre, du duc de Vendôme, du fils aîné du duc de Ferrare, du duc d’Albany, régent d’Écosse, du duc de Longueville, grand chambellan ainsi que de magistrats, de cardinaux et de gens de lettres, évoqua ses prédécesseurs les rois pour refuser de céder aux exigences de Charles Quint[5]. Le roi était placé au sommet d’un « tribunal » de quinze marches qui avait été dressé devant la table de marbre pour entendre le héraut d’armes de l’empereur, et lui répondre. La corporation des rois « dont les effigies sont en taille, effigiées en ordres en icelle salle, qui ont en leur temps fait successivement actes glorieux, et augmenté grandement leur royaume » estimerait que François Ier « ne serait pas capable d’être leur successeur » s’il acceptait cette demande de l’empereur. C’est la longue lignée des rois de France qui intimait l’ordre au roi Valois de ne pas céder.
- Le 1er janvier 1540, quand Charles Quint vint visiter François Ier, il entra dans Paris ; accueilli par le roi en l’Ile de la Cité, l’empereur visita la Grand-Salle, magnifiquement parée et put admirer les rois sculptés, commentés par le roi de France, avant un souper sur la table de marbre[7].

## Vues de la Grand-Salle
Deux vues de la grande salle du parlement de Paris sont connues.
- La première est celle du De artificiali perspectiva de Jean Pèlerin dit Viator, chanoine de Toul, qui est un traité sur la perspective.
- La seconde est l’œuvre de Jacques Ier Androuet du Cerceau, dans ses Plus excellens bastimens de France (entre 1576 et 1579) ; c’est une belle gravure, inachevée.

## Le cycle des rois de France

### Finalité du cycle des rois
L'une des vocations principales de la Grand-Salle était de manifester l’ancienneté de la royauté française et de souligner la continuité des trois illustres dynasties royales françaises. En entrant dans cette salle, le magistrat, le clerc, le badaud ou le visiteur se trouvaient devant la démonstration de l’ancienneté de la royauté française : de Pharamond à Philippe IV le Bel, en passant par Clovis premier roi chrétien, Charlemagne, et Saint Louis, quarante-deux statues de rois soigneusement choisis formaient une impressionnante chaîne s’étendant sur 900 ans.
Hervé Pinoteau, citant Marcel Le Glay, a pu comparer la Grand-Salle à la suite des statues du forum d'Auguste, où les rois d’Albe, Enée et Romulus, les grands hommes de la République romaine « établissent une continuité impressionnante et sans faille entre ces héros divinisés et Auguste, à la fois triomphant et père de la Patrie »,.
Selon Noël Valois, Louis XI se serait fait représenter de son vivant, à genoux aux pieds de la Vierge et, en 1554, Henri II aurait demandé au Parlement de Paris comment représenter François Ier. Le fait que Pépin le Bref soit représenté sur un lion, ce qui évoque un épisode de sa vie retracée dans deux textes postérieurs à son décès, permette d'identifier ce roi, également représenté ainsi à Notre-Dame de Reims.

### Choix des rois représentés
Dans la Grand-Salle, se suivent les rois mérovingiens (les rois des Francs de Neustrie, conformément à l’usage sous l’ancienne monarchie d’ignorer les rois d'Austrasie), les carolingiens (sans Charles Martel, qui dans la basilique de Saint-Denis était pourtant assimilé à un roi, sans non plus les frères Carloman II et Louis III, ni l'empereur Charles III le Gros), les capétiens (sans les rois Eudes, Robert et Raoul, mais avec Philippe, fils aîné de Louis VI). Ces rois qui n'étaient pas représentés dans le programme ont régné à des époques de transition dynastique : l'absence de six rois n'est ni un oubli, ni le résultat d'un manque de place : d'autres raisons prévalaient  le critère de sélection était d'abord la continuité dynastique, par la transmission héréditaire du titre, mais aussi la légitimité de la naissance.
Par la suite, les statues de Louis X le Hutin, avec son fils Jean Ier et des rois suivants furent ajoutées. Philibert Delorme intervint en tant que maître d'ouvrage pour la réalisation des statues de François Ier, Henri II et François II pour la Grande Salle. Maurice Roy a retrouvé le contrat passé le 14 janvier 1556 entre Delorme et le sculpteur Pierre Bontemps pour la réalisation de la statue de François Ier.
Henri III, le dernier Valois, occupa la dernière place libre, et Henri IV ne fut jamais représenté.
L'absence de Thierry Ier, Thierry II, Dagobert II (qui étaient rois d'Austrasie), celle de Louis III et la présence de Philippe, fils aîné de Louis VI, modifiaient en conséquence la numérotation des rois.

### Les inscriptions sous les statues
Des inscriptions au pied des rois donnaient leur identité, le nombre d’années de règne et leur parenté avec le prédécesseur, tout étant fait pour gommer au mieux et 751 et 987). Ainsi, le premier roi carolingien, Pépin le Bref, est dit « de la lignée du roi Clotaire », afin de marquer la continuité entre la seconde dynastie et les Mérovingiens.
Les inscriptions ont été publiées,. Ces inscriptions manquaient pour François Ier, Henri II et François II.

### Liste des rois représentés

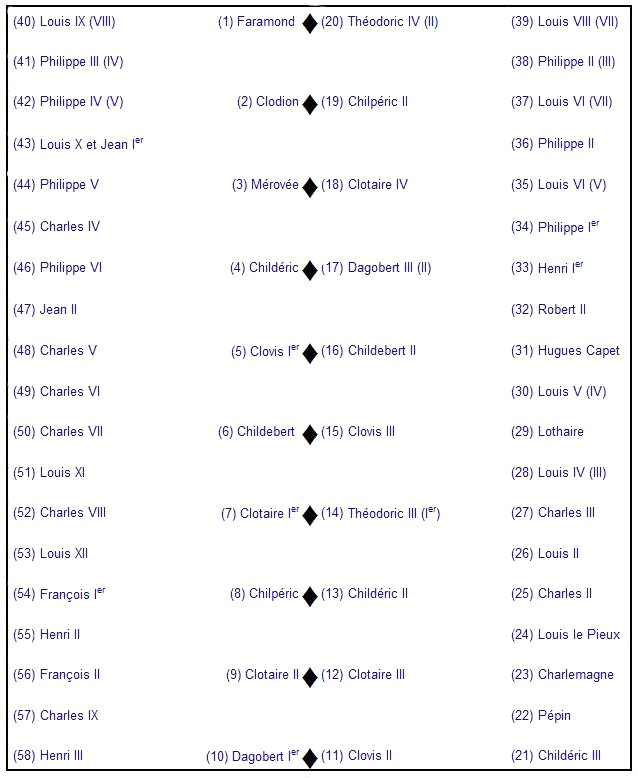
Proposition de disposition des statues des rois de France dans la Grand-Salle du Palais de la Cité (entre parenthèses se trouvent les numéros des rois selon les inscriptions placées sous les statues, numéros différents de ceux finalement adoptés par les historiens), d'après Uwe Bennert.

Deux possibilités de rangement des statues royales dans la grand salle ont été proposées. Voici ci-dessous la liste des rois représentés dans la Grand-Salle.
1. Faramond
2. Clodion
3. Mérovée
4. Childéric Ier
5. Clovis Ier (481-511)
6. Childebert Ier (511-558)
7. Clotaire Ier (511-561)
8. Chilpéric Ier (561-584)
9. Clotaire II (584-629)
10. Dagobert Ier (623-639)
11. Clovis II (639-657)
12. Clotaire III (657-673)
13. Childéric II (662-663-675)
14. Thierry III (675-691)
15. Clovis III (691-694)
16. Childebert III (694-711)
17. Dagobert III (711-715)
18. Chilpéric II (715-721)
19. Clotaire IV (717-718)
20. Thierry IV (721-737)
21. Childéric III (743-754)
22. Pépin le Bref (751-768)
23. Charlemagne (754-814)
24. Louis Ier (814-840)
25. Charles II (840-877)
26. Louis II (877-879)
27. Charles III (898-929)
28. Louis IV (936-954)
29. Lothaire (954-986)
30. Louis V (979-987)
31. Hugues Capet (987-996)
32. Robert II (987-1031)
33. Henri Ier (1026-1060)
34. Philippe Ier (1059-1108)
35. Louis VI (1100-1137)
36. Philippe (1129-1131)
37. Louis VII (1131-1180)
38. Philippe II (1179-1223)
39. Louis VIII (1223-1226)
40. Louis IX (1226-1270)
41. Philippe III (1270-1285)
42. Philippe IV (1285-1314)
43. Louis X (1314-1316)
44. Jean Ier (1316-1316)
45. Philippe V (1316-1322)
46. Charles IV (1322-1328)
47. Philippe VI (1328-1350)
48. Jean II (1350-1364)
49. Charles V (1364-1380)
50. Charles VI (1380-1422)
51. Charles VII (1422-1461)
52. Louis XI (1461-1483)
53. Charles VIII (1483-1498)
54. Louis XII (1498-1515)
55. François Ier (1515-1547), sculpté en 1556 par Pierre Bontemps
56. Henri II (1547-1558), sculpté en 1566 par Simon Leroy
57. François II (1558-1560), sculpté en 1566 par Simon Leroy
58. Charles IX (1560-1574)
59. Henri III (1574-1589)

## Destruction de la Grand-Salle

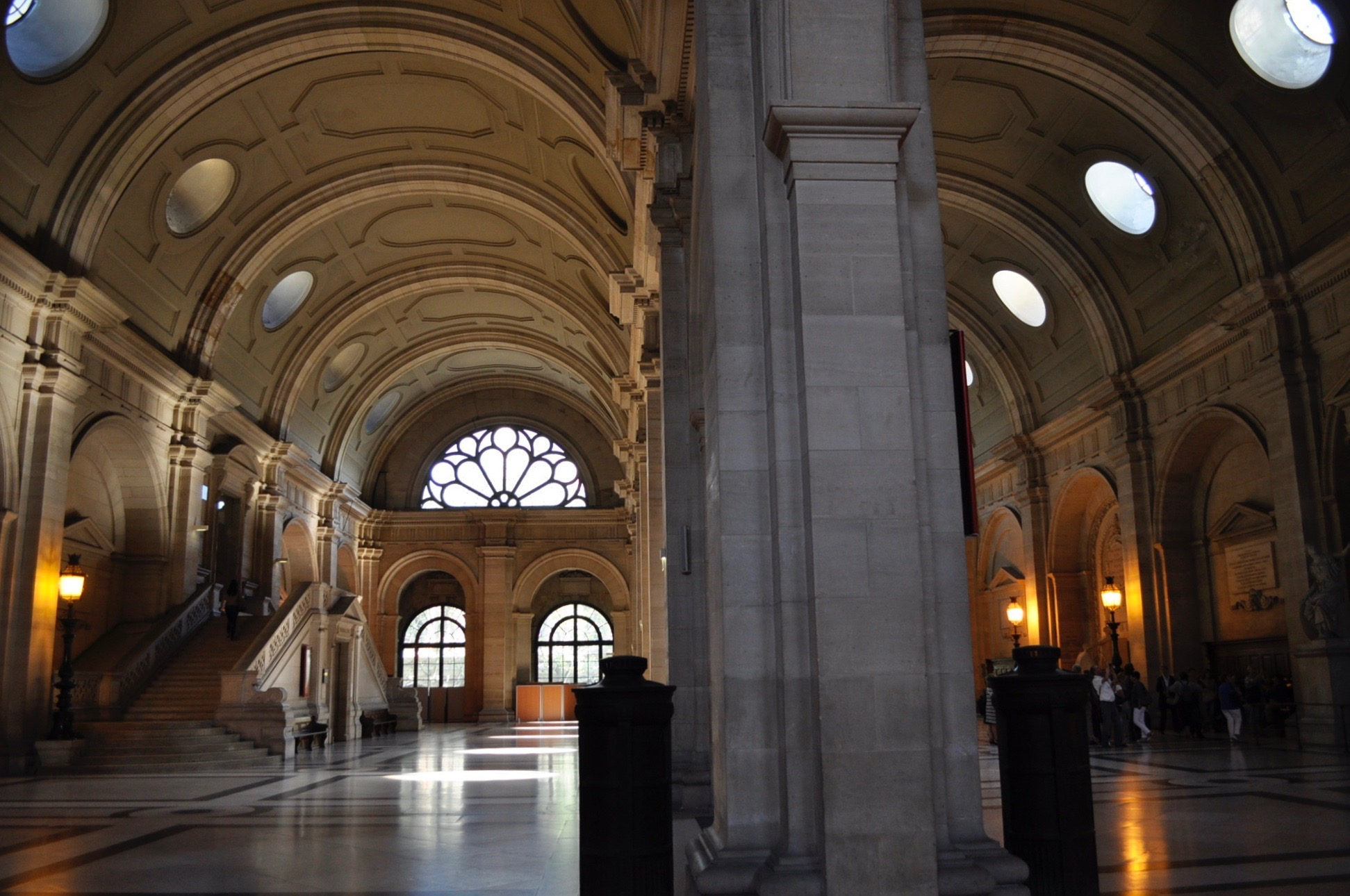
Après plusieurs incendies, la salle des pas perdus du palais de justice est construite à l'emplacement de la Grand-Salle (photo prise en 2015).

Le 7 mars 1618, le roi Louis XIII fut réveillé vers deux heures du matin par le premier valet de chambre, Beringhen, qui lui réclama les clefs de la grande châsse des reliques de la Sainte Chapelle qu’il fallait sauver ; le roi se leva et alla en robe de chambre dans la galerie du Louvre pour voir l’incendie qui détruisit la Grand-Salle. Celle-ci ayant perdu ses statues et sa table de marbre, sera reconstruite avec des voûtes en pierre par Salomon et Paul de Brosse, les travaux s'achevant en 1622.